# Линейные корабли типа Valiant
Линейные корабли типа Valiant — два линейных корабля третьего ранга, построенных для Королевского флота на основе чертежей с захваченого французского корабля Invincible, который был захвачен во время первой битвы при мысе Финистерре в 1747 году. Корабли данного типа относились к очень редкому для Королевского флота типу так называемых «больших 74-пушечных кораблей», неся на верхней орудийной палубе 24-фунтовые пушки, в отличие от 18-фунтовых у «обычных 74-пушечных». Кроме того они были больше по размеру, чем обычные 74-пушечные. Оба корабля типа были заказаны 21 мая 1757 года и строились на королевских верфях: первый в Чатеме, второй в Вулвиче.

## Корабли
- HMS Valiant

Строитель: королевская верфь в Чатеме

Заказан: 21 мая 1757 года

Заложен: октябрь 1757 года

Спущён на воду: 10 августа 1759 года

Выведен: разобран, 1826 год

- HMS Triumph

Строитель: королевская верфь в Вулвиче

Заказан: 21 мая 1757 года

Заложен: ноябрь 1758 года

Спущён на воду: 3 марта 1764 года

Выведен: разобран, 1850 год